# هارون تونی
هارون تونی (انگلیسی: Haroun Touny؛ زادهٔ ۱۷ اکتبر ۱۹۴۷) بازیکن واترپلو اهل مصر بود.